# Ben Mendelsohn
Paul Benjamin "Ben" Mendelsohn (født 3. april 1969) er en australsk skuespiller. Han blev kendt første gang i sit hjemland for sin rolle i The Year My Voice Broke (1987) og internationalt for sin rolle i krimien Animal Kingdom (2010).
Siden da har han medvirket i The Dark Knight Rises (2012), Starred Up (2013), Mississippi Grind (2015) og Rogue One: A Star Wars Story (2016). Desuden har han medvirket i Netflix-serien Bloodline, der indbragte ham en Primetime Emmy Award for bedste birolle i en dramaserie og en nominering til Golden Globe Awards.

## Filmografi
- Captain Marvel (2019)
- Ready Player One (2018)
- Darkest Hour (2017)
- Rogue One: A Star Wars Story (2016)

## Yderligere læsning
- Romei, Stephen. (2005). "The Face: Stephen Romei meets Ben Mendelsohn (actor)". Review liftout, s. 3, The Weekend Australian, 25.–26. juni 2005.